# Берёзовский (Ставропольский край)
Берёзовский — посёлок в Туркменском районе (муниципальном округе) Ставропольского края России.

## География
Расстояние до краевого центра: 117 км.
Расстояние до районного центра: 10 км.

## История
По состоянию на 1941 год на месте современного посёлка располагался совхоз «Казгулакский».
В соответствии с Указом Президиума Верховного Совета РСФСР от 21 сентября 1964 года посёлок Третья ферма совхоза «Туркменский» Петровского сельского района переименован в посёлок Берёзовский.
До 16 марта 2020 года Берёзовский входил в упразднённый Летнеставочный сельсовет.

## Население
| 1897 | 1989 | 2002 | 2010 | 2014 |
| ---- | ---- | ---- | ---- | ---- |
| 4066 | ↘525 | ↘469 | ↘350 | ↗400 |

По данным переписи 2002 года, 74 % населения — русские.

## Инфраструктура
- Начальная школа — детский сад № 6[12],
- Два общественных кладбища: открытое, расположенное к востоку от посёлка (площадь участка 9395 м²), и закрытое, находящееся северо-восточнее посёлка[13].

## Памятники
- Памятник воинам-землякам, погибшим в годы Великой Отечественной войны 1941—1945 гг. Открыт 8 мая 1963 год[14].